# Sole Otero
Sole Otero est une autrice de bande dessinée, illustratrice jeunesse et designer textile argentine née en 1985 à Buenos Aires.

## Biographie
Sole Otero naît en 1985 à Buenos Aires. Sa famille possède des origines italiennes. Ses influences sont Mafalda, Astérix, Rumiko Takahashi, Marjane Satrapi, Rutu Modan, Joanna Hellgren et Power Paola.
Faute d'une formation spécifique en bande dessinée, elle suit un cursus en design textile à l’université de Buenos Aires, où elle obtient un diplôme de master en 2010. Puis elle pratique des activités d'enseignante et elle publie des bandes dessinées sur son blog. Elle entre en résidence artistique à la Maison des auteurs d'Angoulême en 2017, 2019 et 2022.
À partir de 2006, ses travaux sont publiés dans plusieurs pays ; en 2015, elle signe sa première bande dessinée, parue en Espagne : La Pelusa de los días. En français, sa première bande dessinée publiée est Intense, aux éditions Presque Lune en 2021. L'année suivante, les éditions Çà et là publient Naphtaline, un « exercice d’introspection familiale » dans « l’Argentine en crise de 2001 ». L'ouvrage est favorablement accueilli dans des médias tant généralistes,, que bédéphiles,,. L'album, qui fait partie de la sélection du festival d'Angoulême 2023, reçoit le  prix du public. En parallèle, les travaux de l'autrice font l'objet d'une exposition consacrée aux jeunes talents de la bande dessinée.
La même année, Sole Otero signe Noni et le complot des fleurs, un « conte illustré mêlant aventure et jeux d’observation ».
En 2025, sur un scénario de Anaïs Halard, sort le premier tome de la série L'Île des mythes, une série de bande dessinée jeunesse. Pour ce premier tome L'Éveil, Télérama écrit : « Mix improbable entre Harry Potter et Hunger Games, cette série met en scène Isia, une jeune sorcière peu habile en magie [...]. De nombreux mystères planent sur ce début de série pleine de promesses. Mais déjà, l’univers interpelle, avec ses clins d’œil amusants à la pop culture et son environnement visuel atypique », tout en soulignant, pour le travail de Sole Otero : « la dessinatrice argentine use de découpages audacieux et variés, ainsi que d’une palette dominée par des roses et fuchsia tranchés ». 
L'artiste vit à Angoulême depuis 2020.

## Œuvres

### En français
- Intense (scénario, dessin et couleur), trad Benoît Mitaine, éd. Presque Lune, 2021  (ISBN 9782917897744)
- Naphtaline (scénario, dessin et couleur), trad. Éloïse de la Maison[14], éd. Çà et là, 2022  (ISBN 9782369903000)
- Noni et le complot des fleurs (scénario, dessin et couleur), Bang ediciones, 2022  (ISBN 9788413714387)
- Walicho, éd. Çà et là, 2024 - Sélection officielle Festival d'Angoulême 2025
- Série L'Île des mythes, scénario Anaïs Halard, dessins Sole Otero, éd. Casterman

1. L'Éveil, 2025

### En espagnol
- La Pelusa de los días, (scénario, dessin et couleurs) Ediciones La Cúpula, 2015.
- Poncho fue, (scénario, dessin et couleurs) Ediciones La Cúpula, 2017.
- Siempre la misma historia (scénario, dessin et couleur) Ediciones Dícese, 2018.
- Intensa, (scénario, dessin et couleurs) Astiberri, 2018.
- Pangea, (scénario, dessin et couleurs) Szama ediciones, 2019.
- Naftalina (scénario, dessin et couleurs) Salamandra Graphic, 2020.
- Noni y el complot de las flores (scénario, dessin et couleurs) Mamut, 2022.
- Walicho (scénario, dessin et couleurs) Salamandra Graphic, 2023.

## Prix et distinctions
- 2023 : Fauve d'Angoulême Prix du public France Télévisions pour Naphtaline[9].